# Leszczawa Dolna
Leszczawa Dolna est une localité polonaise de la gmina de Bircza, située dans le powiat de Przemyśl en voïvodie des Basses-Carpates.